# 宮城誠真短期大学
宮城誠真短期大学（みやぎせいしんたんきだいがく、英語: Miyagi Seishin Junior College）は、宮城県大崎市古川福沼1-27-2に本部を置く日本の私立大学。1881年創立、1967年大学設置。大学の略称は誠真短大。

## 概観

### 大学全体
- 宮城県大崎市に所在する日本の私立短期大学で、設置主体は学校法人誠真学園。
- 1967年に祇園寺学園短期大学として開学[注 1]。
- 1978年に2学科となるが、2002年度より再び1学科となる。

### 学風および特色
- 開学以来、女子を対象としていたが、2014年から共学化された[4]。

## 沿革
- 1881年 祇園寺きくにより、裁縫教育の目的をもって私塾が設置される[5]。
- 1896年 私立祇園寺裁縫学校と校名変更される[6]。
- 1949年
  - 12月 祇園寺技芸専門学校に改組される[7]。
- 1962年
  - 12月24日 学校法人祇園寺学園並びに祇園寺高等学校創立が認可される[8]。
- 1963年 祇園寺高等学校が開校する。
- 1967年
  - 1月23日 左記を以て文部省[注 2]より短期大学の設置が認可される[9]。
  - 4月1日 祇園寺学園短期大学（ぎおんじがくえんたんきだいがく）が以下の学科体制にて開学する。
    - 家政科 在学者数 女48人[10]/定員90[11]
- 1969年 短期大学の歌が制定される。
- 1976年 祇園寺学園短期大学附属まこと幼稚園設立認可。
- 1977年 祇園寺学園短期大学附属まこと幼稚園開園。保育科設置認可。
- 1978年
  - 4月1日 保育科を増設する[12]。
  - 同  家政科の入学定員を90→40に減員[12]。
  - 5月1日 学生数[13]/定員[14]
    - 保育科 在学生数 女56/50
    - 家政科 在学生数 女45/130
- 1980年 祇園寺学園短期大学附属まこと幼稚園を法人分離。
- 1986年 祇園寺高等学校を法人分離
- 1988年
  - 4月1日 以下の変更がなされる[15]。
    - 学校法人名を祇園寺学園から誠真学園に変更。
    - 短期大学名を宮城誠真短期大学と改称。
    - 家政科を生活学科と改称。

  - 4月1日 学生数[16]
    - 生活学科 3
    - 保育科 58
- 2001年
  - 4月1日 この年度をもって生活学科の学生募集を最終とする[注 3]。
- 2003年
  - 3月31日 生活学科を廃止[18]。
- 2014年 男子学生の受け入れ開始[4]。
- 2016年 2号棟新築工事竣工。
- 2017年 短大開学50周年。

## 基礎データ

### 所在地
- 宮城県大崎市古川福沼1-27-2
- かつては、祇園寺学園祇園寺高等学校（現在の大崎中央高等学校）と同じく学校法人祇園寺学園によって設置されていたため、大崎中央高校とは隣接している[注 4]。

### 交通アクセス
- JR陸羽東線・東北新幹線古川駅下車。
- 高速バス古川駅下車

## 教育および研究

### 組織

#### 学科
- 保育科 入学定員50名

過去にあった学科
- 生活学科 入学定員40名[注 5]

#### 専攻科
- なし

#### 別科
- なし

##### 取得資格について
資格
- 保育士：保育科にて取得できる。
- 幼稚園教諭二種免許状：保育科にて取得できる。
- 社会福祉主事任用資格
- 生活学科の前身である家政科には、中学校教諭二種免許状(家庭)、(保健)の課程が設置されていた[20]。

### 研究
- 『宮城誠真短期大学研究紀要』[21]

## 学生生活

### クラブ活動・サークル活動
- 宮城誠真短期大学のクラブ活動にはテニス・絵本・園芸・軽音楽・演劇などの各種サークルがある[4]。

### 学園祭
- 宮城誠真短期大学の学園祭は「誠真祭」と呼ばれ毎年、概ね10月下旬に行われている[4]。

## 施設[4]
- OAルーム
- ピアノ室
- 学生ホール
- 図書館
- 研究室
- 相談室
- 演習室
- 調理室
- 体育館

### 学生食堂
- 設置されていない[4]。

## 対外関係

### 他大学との協定
- 学都仙台コンソーシアム

## 卒業後の進路について

### 就職について
- 生活学科：一般企業への就職者が多いものとなっていた[22]。
- 保育学科：保育園や幼稚園への就職者が多いものとなっている。併設園となっている、宮城誠真短期大学附属まこと幼稚園や公務員、病棟保育士(医療保育士)として活躍している卒業生もいる[注 6]。

## 附属学校
- 宮城誠真短期大学附属まこと幼稚園